# Шипулин, Геннадий Яковлевич
Генна́дий Я́ковлевич Шипу́лин (род. 29 апреля 1954, Белгород) — российский волейбольный тренер, президент и главный тренер клуба «Белогорье», вице-президент Всероссийской федерации волейбола. Заслуженный тренер России (1995). Кандидат педагогических наук (2002).

## Биография
Волейбол для Геннадия Шипулина начинался в годы учёбы в Белгородском технологическом институте строительных материалов. Он был связующим в студенческой команде «Технолог». В 1987 году, получив второе высшее образование в Белгородском педагогическим университете, Шипулин занял пост заместителя председателя в городском совете Всесоюзного добровольного физкультурно-спортивного общества, в 1988 году возглавил спортивный клуб при профсоюзном комитете студентов Технологического института, с 1990 года работал в должности главного специалиста в федерации волейбола Белгородской области.
К этому времени Шипулин уже завершил карьеру игрока, но не уходил из белгородской команды, перенимая бесценный опыт от её тренера Юрия Наумовича Венгеровского, которого Геннадий Яковлевич считает своим главным учителем и в волейболе, и в жизни. В конце 1989 года Шипулин становится главным тренером и директором клуба, называвшегося в то время «Аграрником».
За весьма короткое время Шипулину удалось превратить провинциальный клуб, никогда прежде не мечтавший о каких-либо серьёзных достижениях, во флагмана российского волейбола, который своими победами в России и триумфами в Лиге чемпионов заставил в начале нынешнего века называть Белгород волейбольной столицей Старого Света. Будучи сильным организатором, Шипулин сыграл важную роль в развитии «Белогорья»: появлению оснащённого по самым высоким требованиям дворца спорта и современной тренировочной базы, построению клубной системы, команды которого представлены во всех лигах чемпионата России. В Белгороде раскрылся талант Романа Яковлева, Вадима Хамутцких, Сергея Тетюхина, Александра Косарева, Сергея Баранова, Алексея Вербова, Дмитрия Мусэрского, Дмитрия Ильиных, Дениса Бирюкова и многих других мастеров.
С 1998 по 2004 год Геннадий Шипулин возглавлял сборную России. «В сборной оказался потому, что меня не устраивали ни результаты, ни падающий авторитет главной команды нашей великой, богатейшей талантами страны»,— говорил Шипулин вскоре после того, как выиграл выборы тренера национальной команды. Под руководством Геннадия Яковлевича сборная России стабильно входила в число ведущих команд мира, в 1999 году одержала победу на Кубке мира, в 2002-м выиграла Мировую лигу. К этим достижениям необходимо прибавить серебро чемпионата мира 2002 года и две медали на олимпийских турнирах. После Игр в Афинах-2004 Шипулин оставил пост главного тренера сборной — будучи максималистом во всём, он не мог довольствоваться даже вторыми и третьими местами национальной команды на крупнейших волейбольных форумах, и надеялся, что при его преемнике, которым стал Зоран Гаич, долгожданный прорыв всё же случится.
В 2002 году Геннадий Шипулин защитил кандидатскую диссертацию по теме «Анализ соревнований высококвалифицированных волейболистов как основа построения соревновательно-тренировочной деятельности в классическом волейболе».
В 2004—2008 годах работал на руководящей должности в Совете по развитию пляжного волейбола. При нём этот вид спорта начал обретать в России профессиональные черты и получил динамичное развитие, а Белгород стал одним из главных центров пляжного волейбола.

## Достижения

### С «Белогорьем»
- 8-кратный чемпион России — 1996/97, 1997/98, 1999/00, 2001/02, 2002/03, 2003/04, 2004/05, 2012/13.
- Серебряный призёр чемпионатов России — 1994/95, 1995/96, 1998/99, 2005/06, 2014/15.
- Бронзовый призёр чемпионатов России — 2010/11, 2013/14.
- 8-кратный победитель Кубка России — 1995, 1996, 1997, 1998, 2003, 2005, 2012, 2013.
- Бронзовый призёр Кубка России — 2014.
- Победитель Суперкубка России — 2013, 2014.
- 3-кратный победитель Лиги чемпионов — 2002/03, 2003/04, 2013/14.
- Победитель Кубка Европейской конфедерации волейбола — 2008/09.
- Финалист Кубка Европейской конфедерации волейбола — 2001/02.
- Победитель клубного чемпионата мира — 2014.

### Со сборной России
- Серебряный призёр Игр XXVII Олимпиады — 2000.
- Бронзовый призёр Игр XXVIII Олимпиады — 2004.
- Серебряный призёр чемпионата мира — 2002.
- Серебряный призёр чемпионата Европы — 1999.
- Бронзовый призёр чемпионата Европы — 2001, 2003.
- Победитель Кубка мира — 1999.
- Победитель Мировой лиги — 2002.
- Серебряный призёр Мировой лиги — 1998, 2000.
- Бронзовый призёр Мировой лиги — 2001.
- Серебряный призёр Евролиги — 2004.

## Награды и звания
- Орден Почёта (14 августа 2014 года) — за большой вклад в развитие физической культуры и спорта, подготовку спортсменов, добившихся высоких спортивных достижений[3].
- Орден Дружбы (19 апреля 2001 года) — за большой вклад в развитие физической культуры и спорта, высокие спортивные достижения на Играх XXVII Олимпиады 2000 года в Сиднее[4].
- Медаль ордена «За заслуги перед Отечеством» II степени (15 апреля 2005 года) — за большой вклад в развитие отечественного волейбола и высокие спортивные достижения[5].
- Заслуженный тренер России (1995).
- Почётный гражданин города Белгорода.